# Eleições para o Conselho Popular do Turcomenistão em 2007
As eleições para Conselho do Povo foram realizadas no Turcomenistão em 9 de dezembro de 2007. A eleição foi apenas para uma parte dos 2.507 membros do Conselho do Povo, e todos os candidatos eram do Partido Democrático do Turcomenistão, no poder desde 1992.

## Resultados
| Partido | Líder                      | Assentos      | Porcentagem |
| ------- | -------------------------- | ------------- | ----------- |
| TDP     | Gurbanguly Berdimuhammedow | 2 507 / 2 507 | 100.0       |
|         |                            |               |             |
| Total   | Total                      | 2 507 / 2 507 | 100.0       |